# Jacques-Gérard Cornu
Pour les articles homonymes, voir Cornu.
Jacques-Gérard Cornu est un réalisateur français né le 5 mai 1925 à Paris et mort le 9 avril 2011 à Montpellier,.

## Biographie
Il a été pendant plusieurs années le réalisateur de l'émission Cinq colonnes à la une et des Dossiers de l'écran à côté d'Armand Jammot, Pierre Lazareff, Pierre Desgraupes et Pierre Dumayet.
Il résidait dans l'Aude, au domaine de la Soulette, à Montclar, qu'il a acquis en 1975.
Il est inhumé à Montpellier.

## Filmographie
Réalisateur
- 1953 : La Grâce d'après Marcel Aymé
- 1960 : L'Homme à femmes
- 1962 : Quand on est deux série télévisée
- 1964 : La Confidence fausse de Marivaux
- 1965 : Le Maître de Santiago de Montherlant
- 1967 : Quand la liberté venait du ciel
- 1967 : Saturnin Belloir

Assistant réalisateur
- 1948 : Par la fenêtre de Gilles Grangier